# Rubens Bassini
Rubens Bassini (* 26. Januar 1933 in Rio de Janeiro; † September 1985) war ein brasilianischer Perkussionist, der vor allem Bongos und Congas spielte. Er spielte zusammen mit Os Ipanemas, João Gilberto, Sérgio Mendes und Dave Grusin, vor allem Bossa Nova.